# Cardiff
Cardiff (wym. [ˈkɑrdɪf]; wal. Caerdydd, wym. [kɑːɨrˈdɨð]) – miasto ze statusem city w Wielkiej Brytanii, stolica Walii, ośrodek administracyjny hrabstwa Cardiff, historycznie wchodzące w skład w hrabstwa Glamorgan (Morgannwg). Jest położone nad rzeką Taff, u jej ujścia do Kanału Bristolskiego. W 2011 roku miasto liczyło 335 145 mieszkańców.

## Historia
Powstało jako osiedle rzymskie z I-II wieku, później rozbudowane przez Normanów.

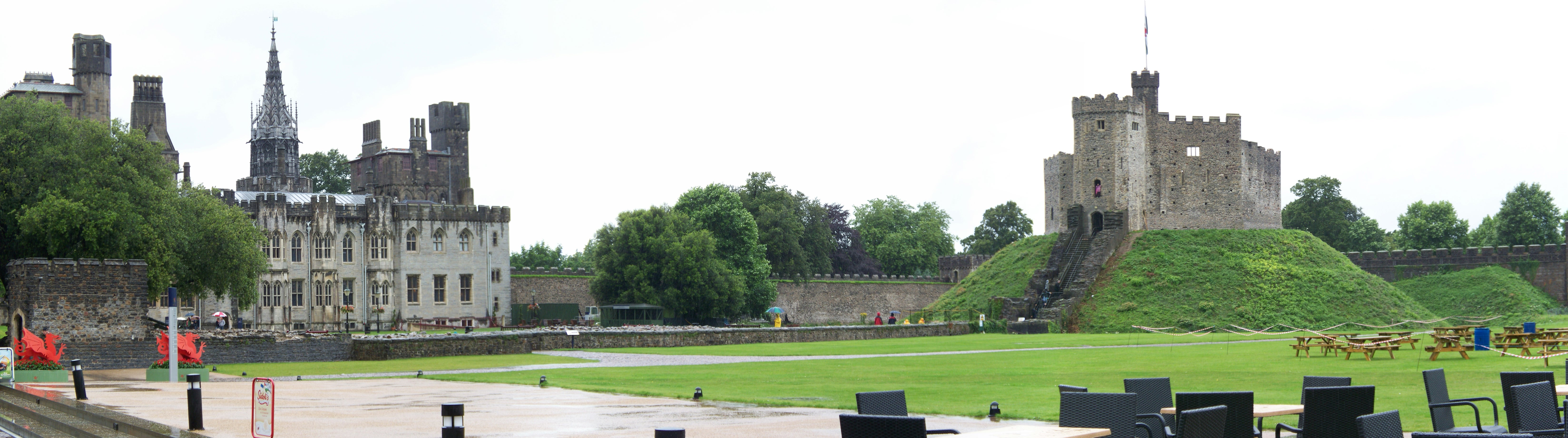
Panorama zamku Cardiff

Znajduje się w historycznym hrabstwie Glamorgan, ale od roku 1996 stanowi osobne hrabstwo Cardiff. Pierwotnie było to małe miasto, którego bardzo szybki rozwój, tak samo jak całego pobliskiego regionu, przypada na XIX wiek. Miasto rozwinęło się dzięki transportowi węgla kamiennego z pobliskich kopalni. Stolicą Walii został 20 grudnia 1955 r.
Port w Cardiff, znany jako Tiger Bay, był przez wiele lat jednym z największych portów na świecie.
Pod koniec XX wieku nastąpiło zamknięcie większości lokalnych kopalni węgla kamiennego, co ograniczyło znaczenie portu w Cardiff. Profil Cardiff zaczął się więc zmieniać w kierunku turystyki. Wiele przemysłowych dzielnic zaczęto powoli, ale sukcesywnie przebudowywać – np. biedna niegdyś dzielnica Cardiff Docks została zmieniona w Atlantic Wharf z luksusowymi apartamentami. W roku 1999 wybudowano nowy stadion sportowy, który jest obecnie jednym z największych tego typu obiektów w Europie.
Zatoka Cardiff Bay została trwale odgrodzona od Kanału Bristolskiego. Dlatego też w zatoce nie występują przypływy i odpływy.

## Zabytki
- Zamek w Cardiff,
- katedra w Llandaff,
- kościół św. Jana Chrzciciela,
- archikatedra św. Dawida.

## Sport
18 kwietnia 2007 r. obradujący w ratuszu w Cardiff Komitet Wykonawczy UEFA ogłosił, że Polska i Ukraina wspólnie będą organizowały Mistrzostwa Europy w Piłce Nożnej 2012 roku.

### Żużel
Od 2001 na Millennium Stadium odbywają się w mieście zawody o Grand Prix Wielkiej Brytanii.

### Rajdy WRC
Co roku w Walii odbywa się Rajd WRC a jeden z odcinków specjalnych czasem na Millenium Stadium.

## Polonia
- Polish Cooperation Network w Cardiff

- Polska Szkoła Sobotnia im. Marii Skłodowskiej-Curie[4]

## Miasta partnerskie
- Ługańsk, Ukraina

## Galeria

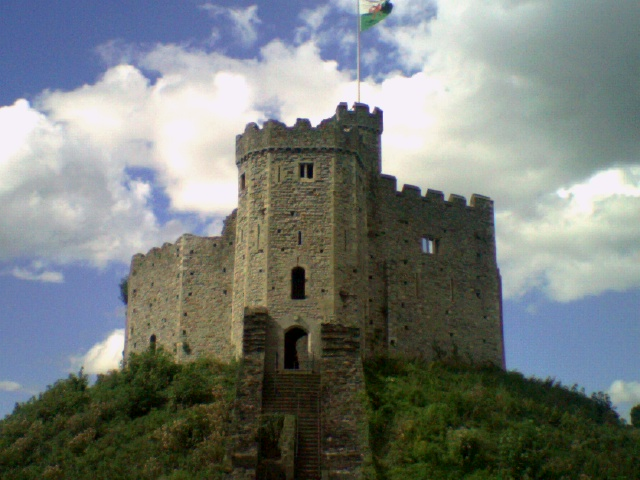
zamek w Cardiff
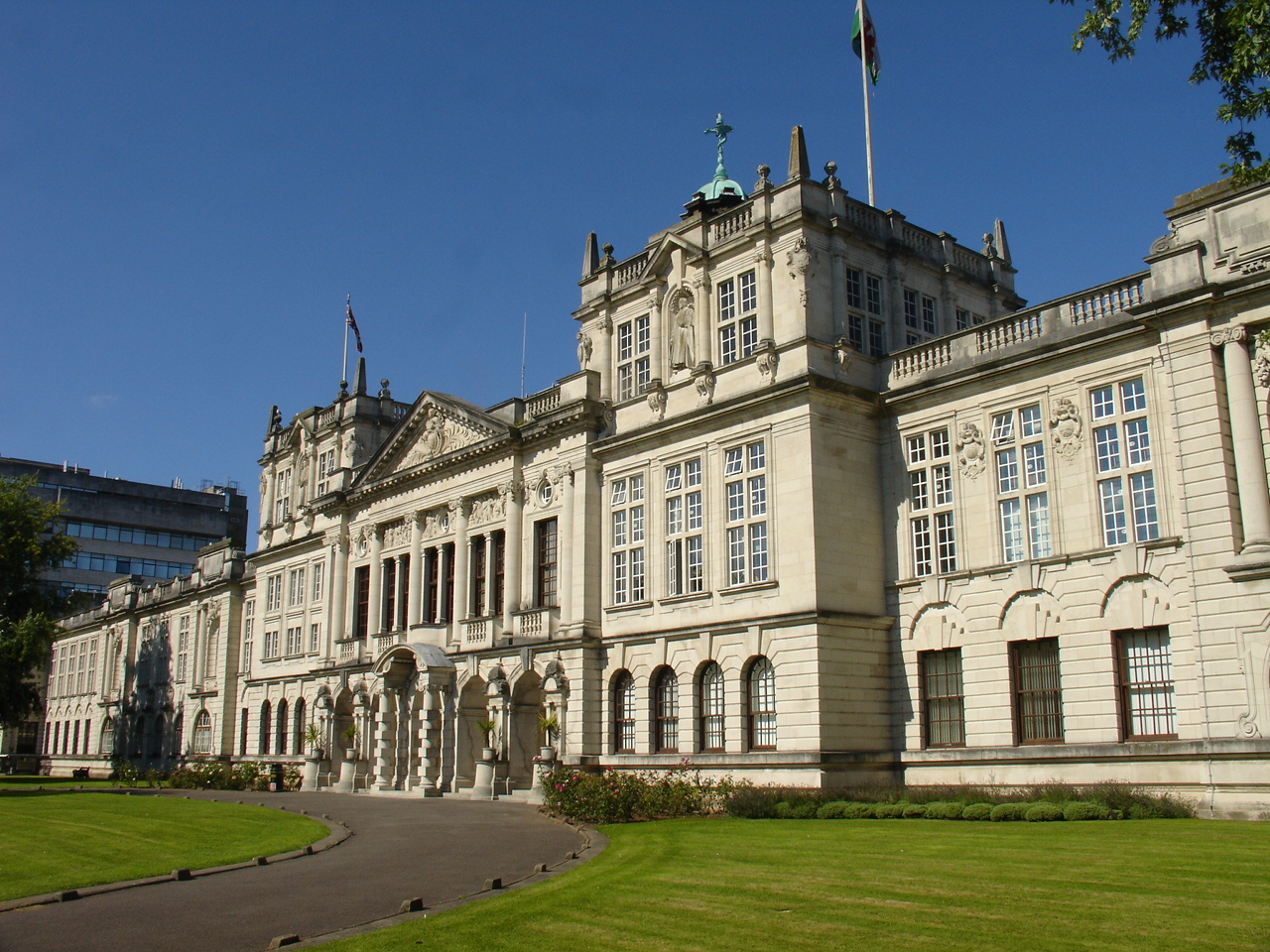
Uniwersytet w Cardiff
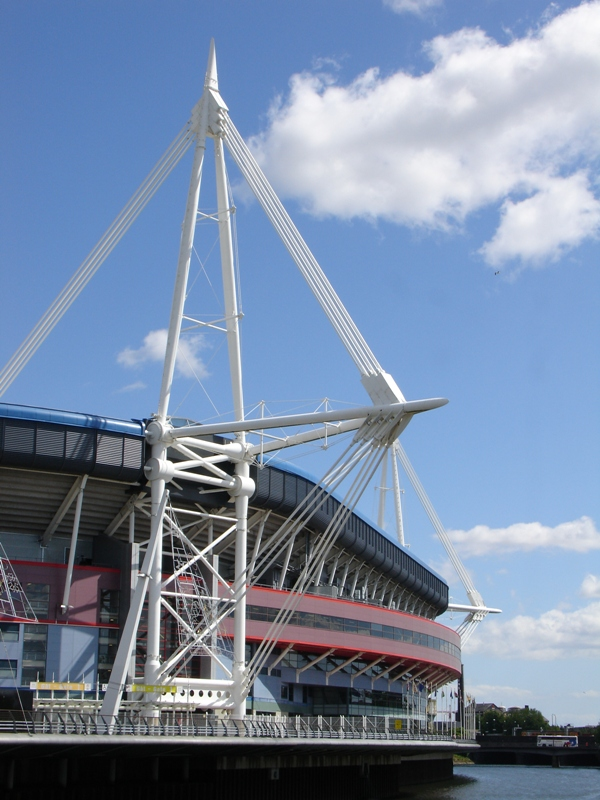
Millennium Stadium w Cardiff